# Nohoch Mul
Nohoch Mul (también conocida como Ixmoja) es una pirámide maya ubicada en la antigua ciudad de Cobá en el estado de Quintana Roo en México conformada por un gran basamento escalonado rematado por un templo en la cima que en conjunto alcanzan una altura de 42 metros siendo la estructura y pirámide maya más alta del norte de la península de Yucatán. Fue edificada en el periodo clásico de la civilización maya y fue ocupada hasta el periodo posclásico.
La pirámide de Nohoch Mul es la estructura principal de Cobá y se ubica en el conjunto arquitectónico denominado como grupo A (o también llamado grupo Nohoch Mul en alusión a la pirámide principal), que destaca por contener los edificios de mayor dimensión de la ciudad. El nombre Nohoch Mul (Nojoch Muul) viene del idioma maya y significa “gran montículo” en referencia a las dimensiones de la estructura.

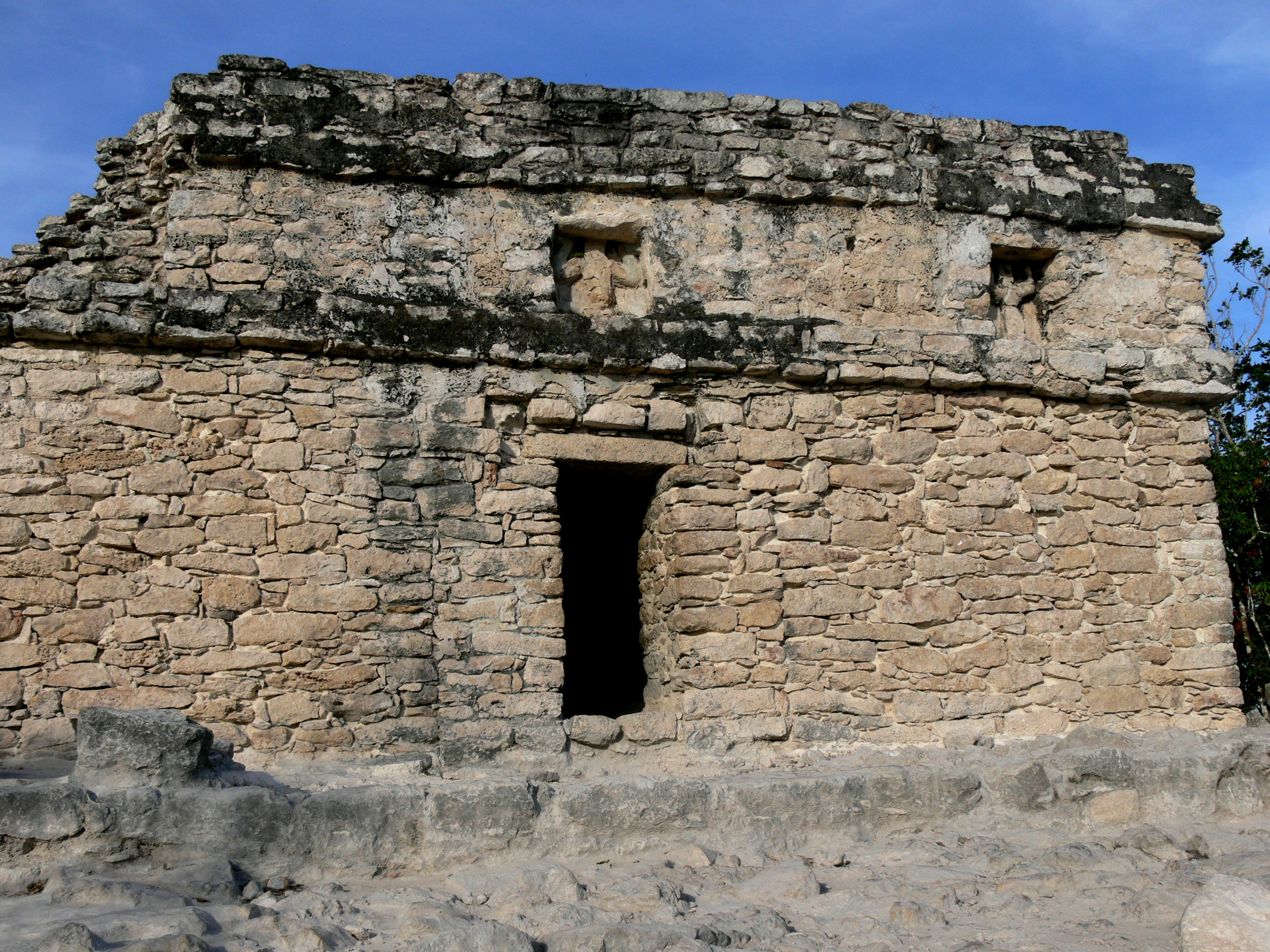
Templo en la cima de la pirámide.

## Historia
La pirámide de Nohoch Mul esta datada en el periodo clásico de la cultura maya y fue construida durante el gran desarrollo urbano que experimentó la ciudad de Cobá durante su apogeo y desarrollo como centro político. Un antiguo tablero jeroglífico encontrado a aproximadamente 160 metros de la pirámide y dentro del mismo grupo arqueológico contiene una extensa inscripción en cuyo texto se registra la fecha en cuenta larga de 9.6.15.6.9. 13 Muluk 12 Sip que corresponde al 12 de mayo del año 569 como la fundación de un sitio llamado Keh Witz Nal cuya traducción es “Cerro del Venado” que podría tratarse del nombre original de la zona donde esta edificado el grupo A o Nohoch Mul de Cobá al estar sobre una elevación natural o de alguna de sus estructuras como la propia pirámide homónima. En este texto jeroglífico se indica que se estableció a esta zona como la sede del poder de Cobá, siendo la pirámide de Nohoch Mul un gran recinto de la elite de la ciudad utilizado para la realización de ceremonias y rituales. Durante el periodo posclásico los edificios principales de Cobá fueron remodelados implementando nuevos elementos arquitectónicos regionales, en la pirámide de Nohoch Mul se edificó el templo que se encuentra en la cima de su basamento siguiendo la arquitectura de la Costa Oriental de Quintana Roo.

## Arquitectura
La estructura de la pirámide de Nohoch Mul es un basamento piramidal de carácter monumental de 7 niveles y bordes redondeados con una escalinata central de 120 escalones que llevan hacia el templo en la cima de la pirámide y una escalinata en el costado que lleva a una plataforma con un cuarto abovedado. De acuerdo a los estudios arqueológicos, el templo ubicado en la cima de la pirámide data del periodo posclásico y comparte similitudes arquitectónicas con la región de la Costa Oriental de Quintana Roo.